# Sito archeologico di Sa Pedrosa-Pantallinu
Il sito archeologico di Sa Pedrosa Pantallinu si trova sull’altura di Pantallinu, che divide Riu Anzos e Riu Altana, nella provincia di Sassari, in Sardegna.

## Descrizione
L’insieme litico fa parte della serie di ritrovamenti avvenuti nel sassarese attraverso una perlustrazione sistematica delle zone di Laerru e Perfugas a partire dal 1979. Si tratta dei contesti industriali di Codrovulos-Pantallinu, Preideru e Riu Altana e nello specifico dei complessi in giacitura primaria di Sa Coa de Sa Multa e Sa Pedrosa Pantallinu. Attraverso lo studio dei due siti sono stati raccolti dati che permettono di dare un’attribuzione crono-culturale. 

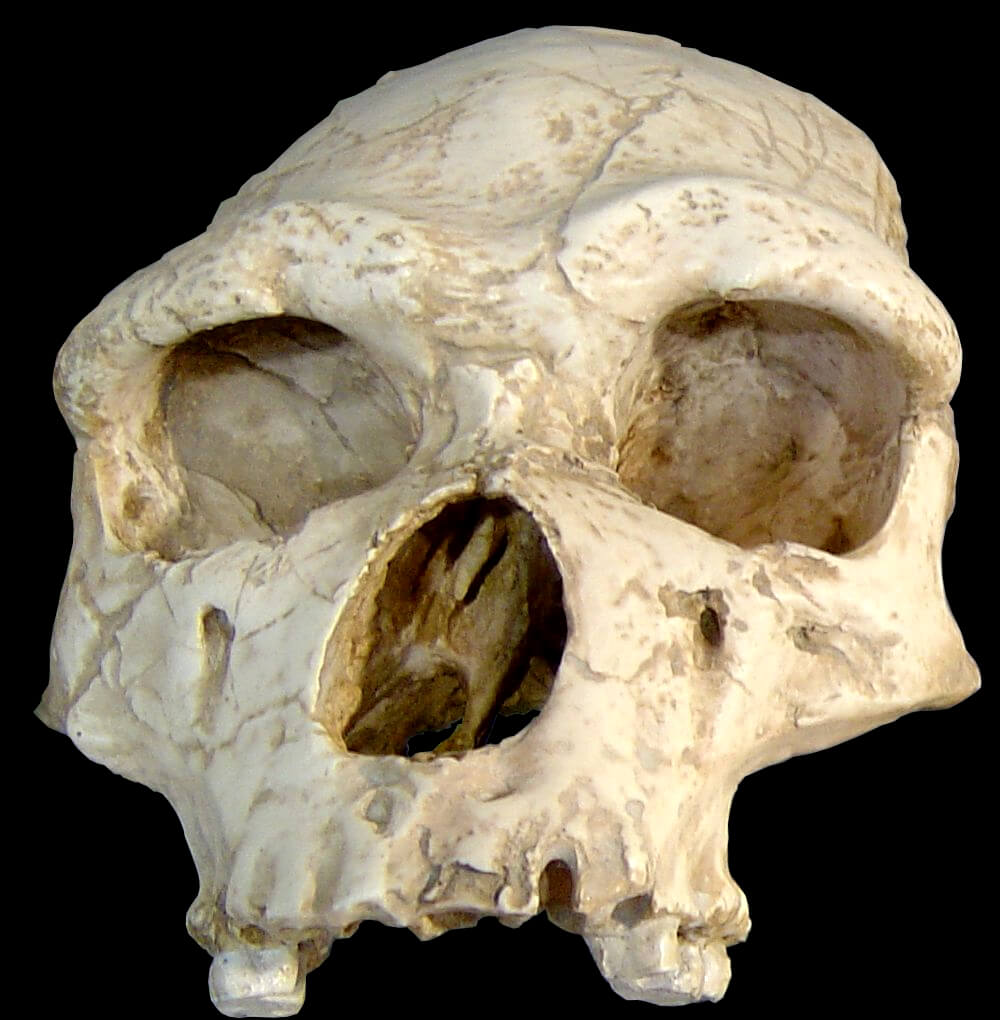
Cranio di Homo erectus

Gli scavi stratigrafici iniziano nel 1981, rendendo visibile una stratificazione del suolo su più livelli: uno strato denominato A, che è “un suolo inglobante un’abbondante industria litica a stato fisico alterato in giacitura secondaria (denominata Codrovulos-Pantallinu) che si rinviene anche in superficie sull'intero rilievo” e uno strato B, contenente molti frammenti di selce e “alcuni piani di abitazione antropica con materiali in giacitura primaria”. 
In vari punti del sito è stato possibile identificare una successione stratigrafica delle superfici, divise tra loro da livelli alluvionali archeologicamente sterili. Questo suggerisce una visita frequente del luogo da parte dell'uomo, con intervalli dovuti a episodi di esondazione. Il deposito è situato su un terrazzo orografico (un rilievo) che serve da divisione tra l’area abitativa e un deposito caratterizzato da strati alternati di calcari a noduli, arenarie e letti di pietra (selce), essenziali per spiegare la presenza di insediamenti paleolitici. Si osserva una collocazione non omogenea dei manufatti litici su due aree principali, con abbondante materia prima e manufatti. Ciò rende verosimile che il sito fungesse da miniera per ottenere la selce locale, includendo anche operazioni di scheggiatura della pietra. Si può osservare, quindi, che si trattava di una miniera a cielo aperto che consentiva l’estrazione della roccia silicea, fungendo contemporaneamente da luogo specializzato per la lavorazione della materia prima ricavata. 

Comune di Laerru

Il sito di Sa Pedrosa rappresenta un’eccezione nel contesto italiano del Paleolitico inferiore, distinguendosi anche per la disposizione originale dei reperti. L’attribuzione crono-culturale fornita con le prime indagini, poi confermata, colloca il complesso litico nel filone di scheggiatura detto senza bifacciali o clactoniano. Il totale dei manufatti rinvenuti con gli scavi stratigrafici è di molte migliaia. Si sta ancora conducendo uno studio analitico, cercando di differenziare le diverse paleosuperfici, al fine di evidenziare eventuali caratteristiche tecno-tipologiche evolutive. Tali tecnologie hanno caratteri ben definiti, poco complessi ma che sembrerebbero essere ad una fase più avanzata rispetto a quelle utilizzate nel sito di Sa Coa de Sa Multa, vicino a Sa Pedrosa. Lo studio sul materiale di Sa Pedrosa è utile a identificare, attraverso la stratificazione delle paleosuperfici la tipologia dell’industria, un’industria del filone su scheggia in giacitura primaria.
Alcuni reperti ritrovati nel sito sono esposti nel Museo Paleobotanico e Archeologico di Perfugas.

## Datazione
Complessa e dibattuta è la datazione del sito, che comunque viene compresa tra 200 000 e 100 000 anni dal presente. I tre elementi di una cronologia del sito basata sullo studio del suolo, la presenza del metodo laminare nel sito e la comparsa di quest’ultimo in Europa sono tutti riconducibili a circa 180 000 anni fa.

### Annotazioni
1. ↑  Il termine giacitura primaria serve per identificare il caso in cui un reperto viene ritrovato nel suo contesto d’origine, mentre con giacitura secondaria viene identificato il caso di un reperto che non viene ritrovato nel suo contesto d’origine per effetto di dislocamenti o scavi.[2].

### Riferimenti
1. 1 2 3 4   Fabio Martino, Il Paleolitico e il Mesolitico in Sardegna., in La Sardegna preistorica. Storia, materiali, monumenti., Sassari, Carlo Delfino Editore, 2017.
2. ↑   Glossario, su Direzione Generale Archeologia, Belle Arti e Paesaggio.
3. 1 2   Fabio Martino, Il Paleolitico in Sardegna evidenze, problemi e ipotesi a trent'anni dalla scoperta, in Atti della XLIV riunione scientifica, Volume I, Cagliari, Barumini, Sassari, 2009.
4. ↑   L'italia preromana. sardegna - Enciclopedia, su Treccani. URL consultato il 22 luglio 2025.
5. ↑   Miniere di Sardegna - Archeologia mineraria e turismo minerario in Sardegna, su www.minieredisardegna.it. URL consultato il 22 luglio 2025.
6. ↑   Alberto Moravetti, La Sardegna preistorica.